# 阿斯拉夫·瓦兹迪·杜素基
拿督阿斯拉夫，马来西亚政治人物，现任巫统总秘书兼国阵青年团总团长。曾经担任马来西亚首相署（宗教事务）副部长，以及马来西亚国会上议院上议员。

## 内阁副部长
2015年7月29日，时任首相纳吉·阿都拉萨委任阿斯拉夫为马来西亚首相署（宗教事务）副部长。

## 巫统青年团总团长
在2018年巫统党选举，阿斯拉夫当选为第14任巫统青年团总团长。阿斯拉夫在2020年马来西亚政治危机后时常呼吁尽快进行全国大选，以巫统在政府内受制于其他政党摆脱箝制，让人民选择稳定的政府。
在巫统展延党选一事，阿斯拉夫认为马来西亚首相的职责远比负责马来西亚社团注册局的内政部还大，且首相兼巫统副主席依斯迈沙比里也表态支持展延党选，社团注册局没有理由拒绝巫统提出的展延党选申请。
2022年8月5日，阿斯拉夫支持送餐员罢工抗议的权利，并促请政府介入电召车和电召摩托车送餐和包裹服务（p-hailing）的安全和福利课题。

## 个人生活
阿斯拉夫是YADIM主席Dusuki Ahmad与Nik Nooraini Nik Yahya的第三个儿子。阿斯拉夫嫁给Nurdianawati Irwani Abdullah。